# Простые вещи
Простые вещи — дебютний студійний альбом гурту Pianoбой, випущений 31 травня 2012 року лейблом Lavina Music.

## Список композиції
Автор музики і слів Дмитро Шуров. 
| #   | Назва                       | Тривалість |
| --- | --------------------------- | ---------- |
| 1.  | «Прощай Навсегда»           | 4:04       |
| 2.  | «Простые Вещи»              | 3:32       |
| 3.  | «Эстафета»                  | 2:59       |
| 4.  | «Что, Если...»              | 4:27       |
| 5.  | «Ночная»                    | 6:35       |
| 6.  | «Этажи» (за участю Бумбокс) | 4:18       |
| 7.  | «Ведьма!»                   | 4:34       |
| 8.  | «1-1»                       | 3:39       |
| 9.  | «Уикенд»                    | 3:46       |
| 10. | «Хромосома»                 | 4:18       |
| 11. | «Спутники»                  | 3:30       |
| 12. | «How Does It Feel?»         | 2:55       |
| 13. | «Станция»                   | 4:22       |

Примітки
- В піснях «Эстафета» і «Станция» Шуров зіграв на всіх інструментах сам.
- Пісня «Этажи» також увійшла до альбому «Середній вік» гурту Бумбокс.
- У записі бек-вокалу до пісні «Хромосома» брав участь восьмирічний Лев Шуров.
- «How Does It Feel?» — англомовна пісня.